# Dubusia taeniata
La tangara pechifulva  (Dubusia taeniata), también denominada cachaquito montañero o montañés (en Colombia y Venezuela), tangará diadema (en Colombia), tangara-montana pechihabana (en Ecuador), tangara-de-montaña de pecho anteado (en Perú), o tangara pechifulva norteña, es una especie de ave paseriforme de la familia Thraupidae, perteneciente al género Dubusia. Algunos autores sostienen que se divide en tres especies. Es nativa del noroeste y oeste de América del Sur.

## Distribución y hábitat
Se distribuye en la Sierra Nevada de Santa Marta y a lo largo de la cordillera de los Andes, desde el oeste de Venezuela (Trujillo), por Colombia, Ecuador, hasta el sureste de Perú (Cuzco).
Esta especie es considerada poco común en sus hábitats naturales: el estrato bajo y los bordes de bosques tropicales de montaña, principalmente entre los 2500 y 3500 m de altitud, frecuentemente en bambuzales Chusquea.

## Sistemática

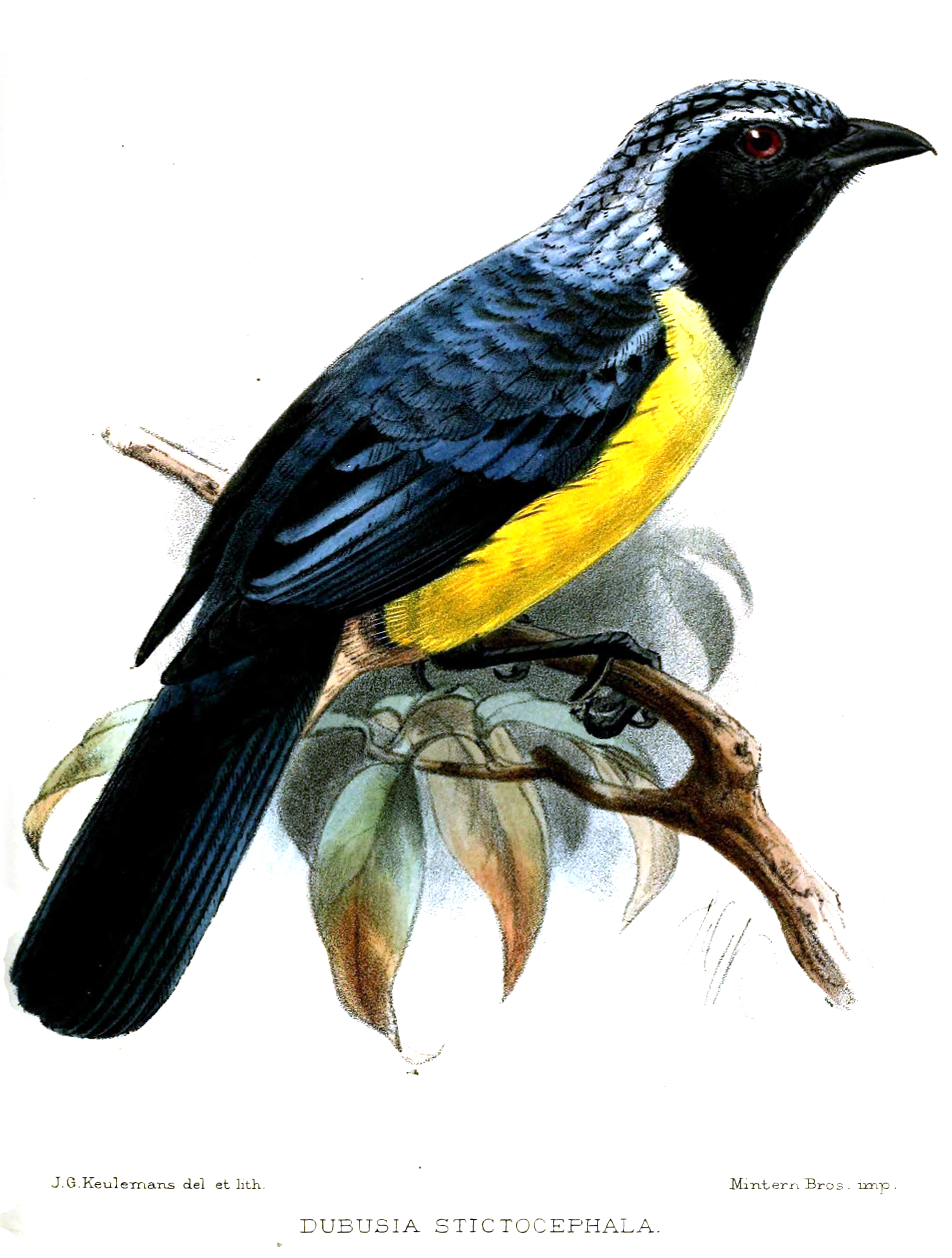
Dubusia stictocephala = Dubusia taeniata stictocephala, ilustración de Keulemans en Proceedings of the Zoological Society of London, 1896.

### Descripción original
La especie D. taeniata fue descrita por primera vez por el ornitólogo francés Auguste Boissonneau en 1840 bajo el nombre científico Tanagra (Tachyphonus) taeniata; su localidad tipo es: «Santa Fe de Bogotá, Colombia».

### Etimología
El nombre genérico femenino «Dubusia» conmemora al naturalista belga Bernard du Bus de Gisignies (1808–1874); y el nombre de la especie «taeniata» proviene del latín  «taenia» que significa ‘pañuelo en la cabeza’, ‘bandana’.

### Taxonomía
Los amplios estudios filogenéticos recientes de Burns et al. (2014) demuestran que la presente especie es hermana de Dubusia castaneoventris, y que el par formado por ambas es hermano de Pseudosaltator rufiventris.
Las clasificaciones Aves del Mundo (HBW), Birdlife International (BLI) y más recientemente el Congreso Ornitológico Internacional (IOC), consideran a las subespecies D. taeniata carrikeri y D. taeniata stictocephala como especies separadas de la presente: respectivamente la tangara pechifulva de Carriker (Dubusia carrikeri) y la tangara pechifulva sureña (Dubusia stictocephala), con lo cual la presente se denominaría tangara pechifulva norteña. El Comité de Clasificación de Sudamérica (SACC) aprobó la separación en la Propuesta No 1017. Esta separación no es seguida todavía por la clasificación Clements Checklist/eBird.

### Subespecies
Según laa clasificación Clements Checklist/eBird se reconocen tres subespecies, con su correspondiente distribución geográfica:
- Dubusia taeniata carrikeri Wetmore, 1946 – Sierra Nevada de Santa Marta, noreste de Colombia.
- Dubusia taeniata taeniata (Boissonneau, 1840) – desde los Andes del oeste de Venezuela, por los Andes orientales y centrales de Colombia, pendiente oriental en el este de Ecuador, hasta el norte de Perú (Cajamarca).
- Dubusia taeniata stictocephala Berlepsch & Stolzmann, 1894 – Andes peruanos desde el centro de Amazonas al sur hasta Cuzco.